# Krzysztof Lepianka
Krzysztof Lepianka (Varsovia, 6 de junio de 1956) es un deportista polaco que compitió en piragüismo en la modalidad de aguas tranquilas.
Ganó tres medallas en el Campeonato Mundial de Piragüismo entre los años 1977 y 1979. Participó en los Juegos Olímpicos de Moscú 1980, donde fue eliminado en la repesca de la prueba de K2 1000 m.

## Palmarés internacional
| Campeonato Mundial | Campeonato Mundial    | Campeonato Mundial | Campeonato Mundial |
| Año                | Lugar                 | Medalla            | Competición        |
| ------------------ | --------------------- | ------------------ | ------------------ |
| 1977               | Sofía (Bulgaria)      | Medalla de bronce  | K4 10 000 m        |
| 1978               | Belgrado (Yugoslavia) | Medalla de plata   | K4 10 000 m        |
| 1979               | Duisburgo (RFA)       | Medalla de plata   | K4 10 000 m        |